# 팻과 마이크
팻과 마이크(Pat And Mike)는 미국에서 제작된 조지 큐커 감독의 1952년 코미디, 멜로/로맨스 영화이다. 스펜서 트레이시 등이 주연으로 출연하였고 로렌스 웨인가튼 등이 제작에 참여하였다.

## 출연

### 주연
- 스펜서 트레이시
- 캐서린 헵번

### 조연
- 알도 레이
- 윌리엄 칭
- 새미 화이트
- 조지 매슈스
- 로링 스미스
- 필리스 포바
- 찰스 브론슨
- 프랭크 리처즈
- 짐 바쿠
- 척 코너스
- 조셉 E. 버나드
- 오웬 맥기븐니
- 루 루빈
- 칼 알팔파 스위처
- 윌리엄 셀프
- 피터 애덤스
- 조 앤 애흘
- 프레드 알드리치
- 존 비숍
- 폴 브리니가
- 더글러스 카터
- 빌 카트리지
- 매 클라크
- 러스 클락
- 존 클로즈
- 프레드 코비
- 해리 코디
- 진 쿠건
- 프랭크 쿠삭
- 프랭키 대로
- 케이 데슬리스
- 마이클 듀건
- 헬렌 에비-록
- 케이 잉글리쉬
- 에스텔 에테레
- 존 펠
- 팻 플라허티
- A. 캐머런 그랜트
- 킷 거드
- 톰 하몬
- 샘 헌
- 엘리자베스 홈즈
- 찰스 안소니 휴즈
- 지미 켈리
- 클로포드 켄트
- 도널드 카
- 셜리 킴볼
- 마이크 랠리
- 빌 루인
- 루이스 메이슨
- 존 맥키
- 빌 맥린
- 스티브 밋첼
- 킹 모자브
- 로저 무어
- 포브스 머레이
- 로버트 넬슨
- 스펙 오도넬
- 캐슬린 오맬리
- 길 패트릭
- 프랭크 퍼싱
- 톰 퀸
- 존 레이븐
- 폴 레이몬드
- 존 로저스
- 존 쉬핸
- J. 루이스 스미스
- 제인 스탠턴
- 프랭크 설리
- 안소니 M. 테일러
- 바비 월버그
- 행크 위버
- 윌슨 우드

## 제작진
- 세트: 휴 헌트
- 세트: 에드윈 B. 윌리스
- 의상: 오리 켈리